# ورم الغدة الزعترية
ورم الغدة الزعترية أو ورم الغدة التوتية هو أحد الأورام النادرة التي تنشأ من الخلايا الظهارية للغدة التوتية (الغدة المكونة من الخلايا الظهارية والليمفية والواقعة في الجزء العلوي من التجويف الصدري وتُمثل جزءاً من الجهاز المناعي حيث تنتج الخلايا الليمفية التي تُقاوم أنماط العدوى المختلفة وخاصة في مرحلة الطفولة) التي تتضخم في مرحلة الطفولة ويبلغ حجمها الذروة عند البلوغ ومن ثم تبدأ بالانكماش. يشيع ورم الغدو التوتية بين الذكور أكثر من الإناث وفي المرحلة العمرية (40 -60) عاماً.[بحاجة لمصدر]

## الأسباب
يُعد العامل الرئيسي المسبب للإصابة بورم الغدة التوتية مجهولاً، إلا أن الإصابة ببعض الاضطرابات قد تزيد من فرصة الإصابة بالورم:- - متلازمة كوشينغ (الاضطراب الناجم عن فرط افراز هرمون الكورتيزول) - وهن العضل الوبيل (الاضطراب ذاتي المناعة الذي يؤثر في نقطة الاتصال العضلي العصبي) - التهاب الجلد والعضل - الذئبة الحمامية المجموعية (مجموعة الاضطرابات المناعية الناجمة عن مهاجمة خلايا الجهاز المناعي بشكل خاطيء لخلايا الجسم السليمة كتلك المتواجدة في الجلد، المفاصل، الكليتين والدماغ والتسبب في التهابها).

## الأعراض
لا تظهر أية علامات أو اعراض للإصابة بورم الغدة التوتية في 50 % من الحالات ويتم الكشف عنها أثناء تشخيص اضطراب مرضي آخر، اما ظهور علامات الإصابة فترتبط بحجم الورم والضغط المؤثر به على الاعضاء المجاورة له على النحو التالي: - السعال. - ضيق النفس. - ألم الصدر. - ارتفاع درجة الحرارة. - التعرق الليلي. - خسارة الوزن.

## تشخيص الورم
يتم تشخيص الإصابة بورم الغدة التوتية في حال عدم ظهور أعراضها بشكل عرضي عند تصوير الصدر بالأشعة السينية (X-ray) أو التصوير المقطعي المحوسب (CT) أما عند ظهور العلامات والاعراض المرتبطة فيتم تشخيص الإصابة كالتالي: - التصوير الاشعاعي للصدر (X-ray). - التصوير المقطعي المحوسب (CT) أو بالرنين المغناطيسي (MRI). - اختبار الخزعة النسيجية من الكتلة الورمية مخبرياً.

## العلاج
تعتمد الخطة العلاجية لورم الغدة التوتية على مرحلة الورم كالتالي: - المرحلة الأولى: الاستئصال الجراحي لورم الغدة التوتية كحل علاجي امثل ويعتمد نجاحه على طبيعة الورم وموقعة الدقيق وبالاستئصال الكلي للورم تزداد فرصة نجاح العملية. - المرحلة الثانية: العلاج الكيميائي أو الاشعاعي الذي يتبع العلاج الجراحي. - الخيارات العلاجية في مراحل الورم الثالثة والرابعة في حال نجاح الاستئصال الجراحي: * الجراحة لاستئصال الورم يُرافقه العلاج الاشعاعي أو دونه. * العلاج الكيميائي المساعد الذي يتبع الجراحة ويرافقه العلاج الاشعاعي أو دونه. * جرعات دوائية من العقاقير لمُضادة للاورام. - الخيارات العلاجية في مراحل الورم الثالثة والرابعة في حال تعذر الاستئصال الجراحي: * العلاج الكيميائي يتبعه الاستئصال الجراحي أو / والعلاج الاشعاعي. *العلاج الاشعاعي فقط. * العلاج الكيميائي فقط. *جرعات دوائية من العقاقير المضادة للاورام. * يُوصى بمراجعة الطبيب المختص لاتخاذ الاجراء العلاجي اللازم

## الوقاية من الورم
تُعد الوقاية من الإصابة بورم الغدة التوتية امراَ غير ممكناً لكون مُسبباته وعوامل الخطر المرتبطة بالإصابة به مجهولة.

## تكهن ورم الغدة الزعتريه
يعتمد مآل الإصابة بورم الغدة التوتية على نجاح عملية الاستئصال الجراحي للورم ومرحلة الورم حيث يكون جيداً في المرحلتين الأولى والثانية ويبلغ معدل النجاة 10 سنوات في المرحلة الرابعة من الورم لما يقارب 47 % من المصابين و 83 % للمرحلة الثالثة.

## معرض صور

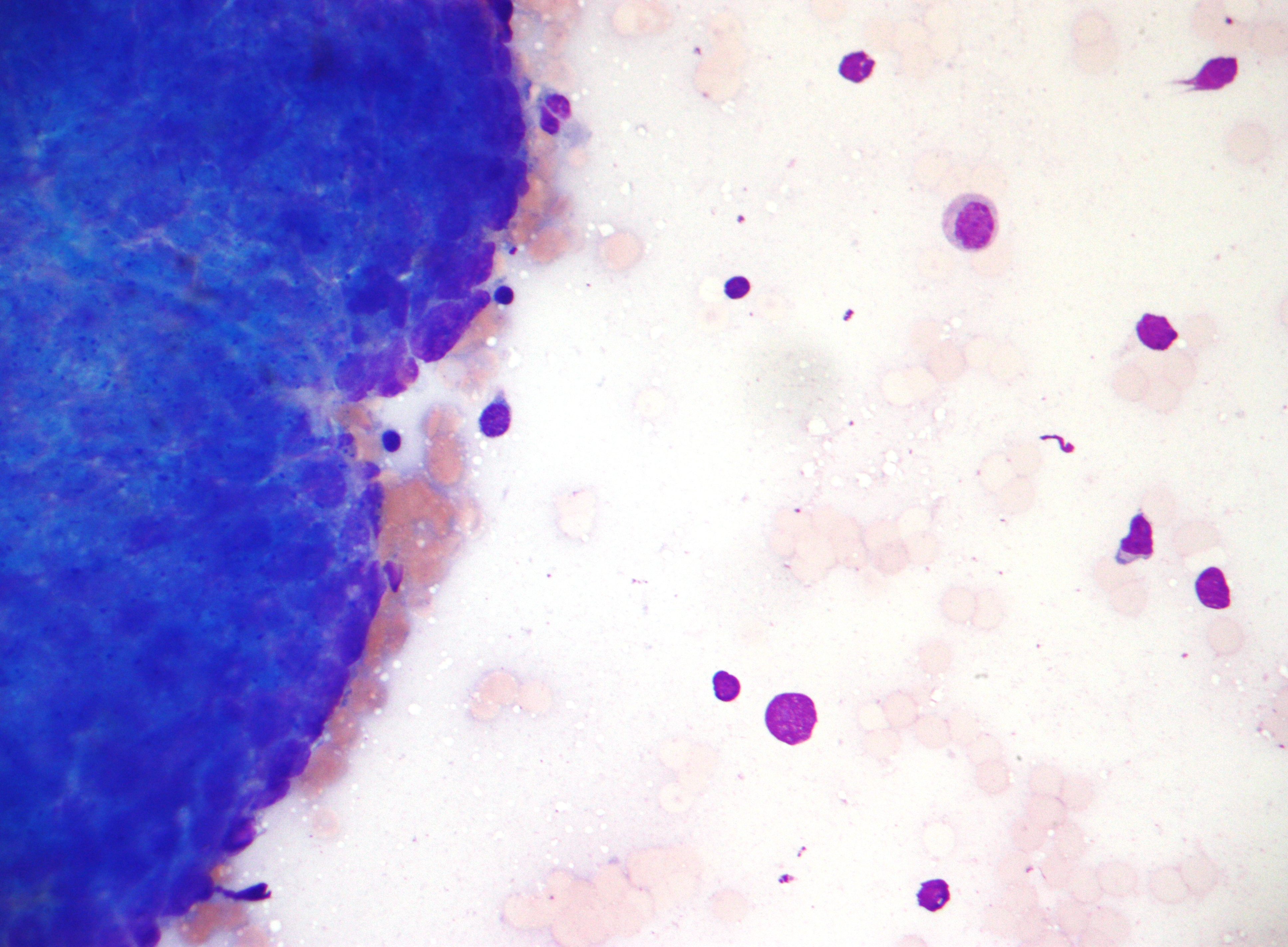
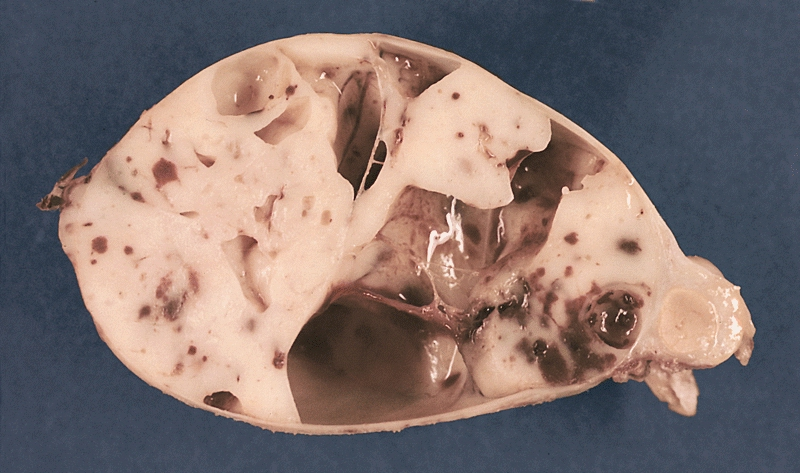
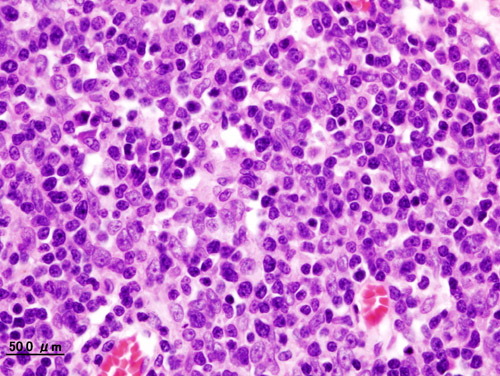
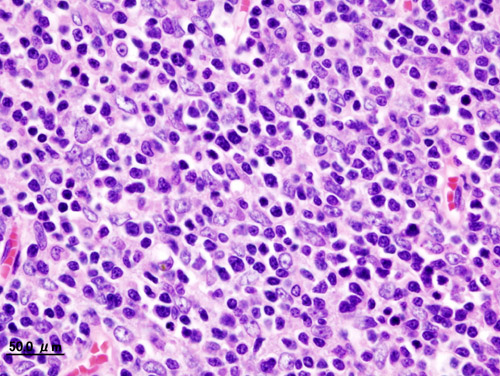
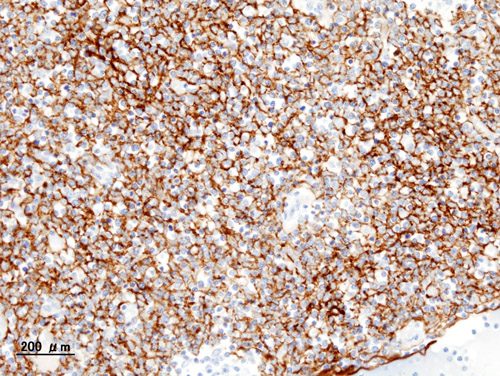
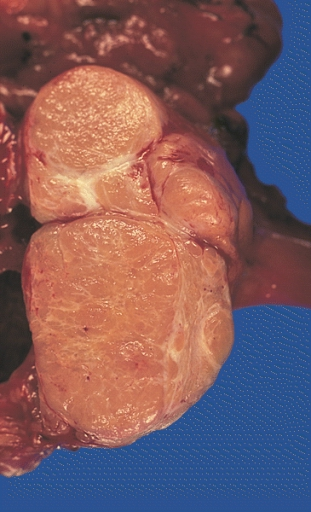